# СЦ Слодес
Спортски центар Слодес (СЦ Слодес) је спортски центар у Београду. Налази се на адреси Борска 92/Ф, а изграђен је 1995. године.

## Опште информације
Налази се на адреси Борска 92/Ф у општини Раковица, недалеко од Старог Кошутњака и Бањичке шуме.
Слодес постоји од 1995. године, користе га многи клубови као центар за тренирање и утакмице, укључујући РК Слодес, КК Слодес, БК Слодес и КМФ Слодес. У оквиру спортског центра организовано је више спортских такмичења односно утакмица и турнира. Спортски центар поседује терене за кошарку, одбојку, рукомет и мали фудбал, са трибинама које примају до 2.000 гледалаца.
Комплекс се састоји од велике сале димензија 50 х 30 м која је прекривена паркетом, са головима и кошевима и монтажном мрежом за одбојку. Велика сала поседује трибине које имају око 2000 места, два семафора и озвучење, свлачионице са тушевима и посебне свлачионице за судије, као и новинарску ложу. У центру се организују Мини рукометна лига Београда, Лиге будућих шампиона, Лиге здравства, такмичења у плесу, боксу и промоцији нових спортова, као и часови физичког васпитања. Мала хала спортског центра је димензија 30 х 15 м, прекривена је бродским подом са малим и мини головима, као и кошевима и монтажном мрежом за одбојку. Поседује две свлачионице са тушевима, а нема трибине.
У спортском центру Слодес налази се и аеробна сала која је површине око 100 м2, као и теретана. У оквиру спортског центра налази се паркинг са око 80 места, а цео објекат физички је повезан са хотелом Слодес.